# Santiago National FC

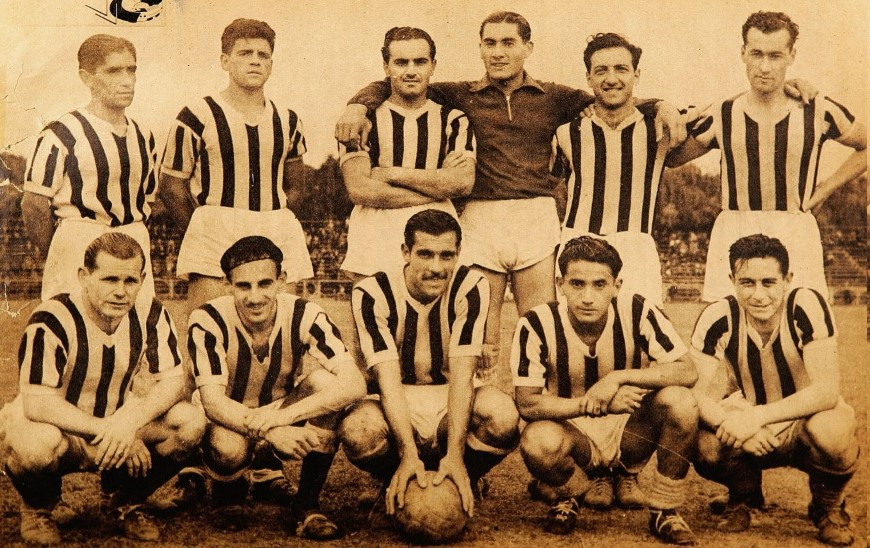
Team van 1941

Santiago National FC was een Chileense voetbalclub uit de hoofdstad Santiago.

## Geschiedenis
Santiago National was medeoprichter van de hoogste klasse in 1933 en eindigde dat jaar op een gedeelde laatste plaats met Green Cross. In het tweede seizoen deed de club het al een stuk beter met een zevende plaats op twaalf clubs. De volgende vier seizoenen moest de club van op de zijlijn toekijken omdat de competitie met minder clubs gespeeld werd. Bij de rentree in 1939 werd de club voorlaatste. Dan fusioneerde de club met Juventus dat nog niet in de eerste klasse had gespeeld. De nieuwe naam werd Santiago National Juventus. De fusie was een schot in de roos en de club werd derde. Na het tweede seizoen nam de club opnieuw de naam Santiago National aan en werd laatste. Er was nog geen degradatie en de club bleef in eerste waar opnieuw de laatste plaats behaald werd. National kon zich het volgende seizoen herpakken met een zesde plaats. National speelde nog tot 1948 in de hoogste klasse en werd ook toen laatste, daarna verdween de club uit de hoogste klasse en keerde er nooit meer weer. Tot 1954 speelde de club nog in de tweede klasse, daarna verdween de club.

## Erelijst
- Campeonato Apertura

1942